# Convocazioni per il campionato mondiale femminile di calcio 1999
Elenco delle giocatrici convocate per il campionato mondiale femminile di calcio 1999.

## Gruppo A

### Danimarca
Selezionatrice:  Jørgen Hvidemose
| N. | Pos. | Giocatore                    | Data nascita (età)          | Pres. | Squadra |
| -- | ---- | ---------------------------- | --------------------------- | ----- | ------- |
| 1  | P    | Dorthe Larsen                | 8 agosto 1969 (29 anni)     |       |         |
| 2  | A    | Hanne Sand Christensen       | 22 settembre 1973 (25 anni) |       |         |
| 3  | A    | Karina Christensen           | 1º luglio 1973 (25 anni)    |       |         |
| 4  | A    | Lene Terp                    | 15 aprile 1973 (26 anni)    |       |         |
| 5  | A    | Marlene Kristensen           | 28 maggio 1973 (26 anni)    |       |         |
| 6  | C    | Jeanne Axelsen               | 3 gennaio 1968 (31 anni)    |       |         |
| 7  | C    | Louise Hansen                | 4 maggio 1975 (24 anni)     |       |         |
| 8  | C    | Janne Rasmussen              | 18 luglio 1970 (28 anni)    |       |         |
| 9  | A    | Christina Petersen           | 17 settembre 1974 (24 anni) |       |         |
| 10 | A    | Gitte Krogh                  | 13 maggio 1977 (22 anni)    |       |         |
| 11 | A    | Merete Pedersen              | 30 giugno 1973 (25 anni)    |       |         |
| 12 | A    | Lene Revsbeck Jensen         | 17 marzo 1976 (23 anni)     |       |         |
| 13 | D    | Ulla Knudsen                 | 21 giugno 1976 (22 anni)    |       |         |
| 14 | D    | Katrine Søndergaard Pedersen | 13 aprile 1977 (22 anni)    |       |         |
| 15 | A    | Mikka Hansen                 | 11 novembre 1975 (23 anni)  |       |         |
| 16 | P    | Christina Jensen             | 21 gennaio 1974 (25 anni)   |       |         |
| 17 | C    | Hanne Nørregaard             | 21 dicembre 1968 (30 anni)  |       |         |
| 18 | D    | Lise Søndergaard             | 27 ottobre 1973 (25 anni)   |       |         |
| 19 | A    | Janni Johansen               | 14 gennaio 1976 (23 anni)   |       |         |
| 20 | D    | Anne-Mette Christensen       | 4 marzo 1973 (26 anni)      |       |         |

### Nigeria
Selezionatrice:  Mabo Ismaila
| N. | Pos. | Giocatore         | Data nascita (età)        | Pres. | Squadra |
| -- | ---- | ----------------- | ------------------------- | ----- | ------- |
| 1  | P    | Ann Chiejine      | 2 febbraio 1974 (25 anni) |       |         |
| 2  | D    | Yinka Kudaisi     | 25 agosto 1975 (23 anni)  |       |         |
| 3  | C    | Martha Tarhemba   | 1º aprile 1978 (21 anni)  |       |         |
| 4  | D    | Adanna Nwaneri    | 31 agosto 1975 (23 anni)  |       |         |
| 5  | D    | Eberechi Opara    | 6 marzo 1976 (23 anni)    |       |         |
| 6  | D    | Kikelomo Ajayi    | 28 aprile 1977 (22 anni)  |       |         |
| 7  | A    | Stella Mbachu     | 16 aprile 1978 (21 anni)  |       |         |
| 8  | A    | Rita Nwadike      | 3 novembre 1974 (24 anni) |       |         |
| 9  | C    | Gloria Usieta     | 19 giugno 1977 (22 anni)  |       |         |
| 10 | D    | Mavis Ogun        | 24 agosto 1973 (25 anni)  |       |         |
| 11 | D    | Prisca Emeafu     | 30 marzo 1972 (27 anni)   |       |         |
| 12 | P    | Judith Chime      | 20 maggio 1978 (21 anni)  |       |         |
| 13 | C    | Nkiru Okosieme    | 1º marzo 1972 (27 anni)   |       |         |
| 14 | C    | Florence Omagbemi | 2 febbraio 1975 (24 anni) |       |         |
| 15 | C    | Maureen Mmadu     | 7 maggio 1975 (24 anni)   |       |         |
| 16 | D    | Florence Iweta    | 29 marzo 1983 (16 anni)   |       |         |
| 17 | A    | Nkechi Egbe       | 5 febbraio 1978 (21 anni) |       |         |
| 18 | A    | Patience Avre     | 10 giugno 1976 (23 anni)  |       |         |
| 19 | A    | Mercy Akide       | 26 agosto 1975 (23 anni)  |       |         |
| 20 | C    | Ifeanyi Chiejine  | 17 maggio 1983 (16 anni)  |       |         |

### Corea del Nord
Selezionatrice:  Chan Tong
| N. | Pos. | Giocatore      | Data nascita (età)          | Pres. | Squadra |
| -- | ---- | -------------- | --------------------------- | ----- | ------- |
| 1  | P    | Ri Jong-hui    | 20 agosto 1975 (23 anni)    |       |         |
| 2  | D    | Yun In-sil     | 10 gennaio 1976 (23 anni)   |       |         |
| 3  | A    | Jo Song-ok     | 18 marzo 1974 (25 anni)     |       |         |
| 4  | D    | Kim Sun-hui    | 4 aprile 1972 (27 anni)     |       |         |
| 5  | D    | Kim Sun-hye    | 1º gennaio 1977 (22 anni)   |       |         |
| 6  | C    | Sol Yong-suk   | 4 febbraio 1975 (24 anni)   |       |         |
| 7  | C    | Ri Hyang-ok    | 18 dicembre 1977 (21 anni)  |       |         |
| 8  | A    | Kim Song-ryo   | 5 giugno 1976 (23 anni)     |       |         |
| 9  | C    | Ri Kyong-ae    | 4 dicembre 1972 (26 anni)   |       |         |
| 10 | C    | Kim Kum-sil    | 24 dicembre 1970 (28 anni)  |       |         |
| 11 | A    | Jo Jong-ran    | 18 settembre 1971 (27 anni) |       |         |
| 12 | D    | Kim Hye-ran    | 19 maggio 1970 (29 anni)    |       |         |
| 13 | D    | Ri Ae-gyong    | 12 settembre 1971 (27 anni) |       |         |
| 14 | C    | Pak Jong-ae    | 3 aprile 1974 (25 anni)     |       |         |
| 15 | A    | Jin Pyol-hui   | 19 agosto 1980 (18 anni)    |       |         |
| 16 | C    | Ri Kum-suk     | 16 agosto 1978 (20 anni)    |       |         |
| 17 | D    | Yang Kyong-hui | 21 gennaio 1978 (21 anni)   |       |         |
| 18 | P    | Kye Yong-sun   | 27 marzo 1972 (27 anni)     |       |         |
| 19 | D    | Jang Ok-gyong  | 29 gennaio 1980 (19 anni)   |       |         |
| 20 | C    | Kim Un-ok      | 18 aprile 1978 (21 anni)    |       |         |

### Stati Uniti
Selezionatrice:  Tony DiCicco
| N. | Pos. | Giocatore           | Data nascita (età)         | Pres. | Squadra                             |
| -- | ---- | ------------------- | -------------------------- | ----- | ----------------------------------- |
| 1  | P    | Briana Scurry       | 7 settembre 1971 (27 anni) |       | University of Massachusetts Amherst |
| 2  | C    | Lorrie Fair         | 5 agosto 1978 (20 anni)    |       | University of North Carolina        |
| 3  | D    | Christie Pearce     | 24 giugno 1975 (23 anni)   |       | Monmouth University                 |
| 4  | D    | Carla Overbeck      | 9 maggio 1968 (31 anni)    |       | University of North Carolina        |
| 5  | C    | Tiffany Roberts     | 5 maggio 1978 (21 anni)    |       | University of North Carolina        |
| 6  | D    | Brandi Chastain     | 21 luglio 1968 (30 anni)   |       | Santa Clara University              |
| 7  | C    | Sara Whalen         | 28 aprile 1976 (23 anni)   |       | University of Connecticut           |
| 8  | C    | Shannon MacMillan   | 7 ottobre 1974 (24 anni)   |       | University of Portland              |
| 9  | A    | Mia Hamm            | 17 marzo 1972 (27 anni)    |       | University of North Carolina        |
| 10 | C    | Michelle Akers      | 1º febbraio 1966 (33 anni) |       | University of Central Florida       |
| 11 | C    | Julie Foudy         | 23 gennaio 1971 (28 anni)  |       | Stanford University                 |
| 12 | A    | Cindy Parlow        | 8 maggio 1978 (21 anni)    |       | University of North Carolina        |
| 13 | C    | Kristine Lilly      | 22 luglio 1971 (27 anni)   |       | University of North Carolina        |
| 14 | D    | Joy Fawcett         | 8 febbraio 1968 (31 anni)  |       | UC Berkeley                         |
| 15 | C    | Tisha Venturini     | 3 marzo 1973 (26 anni)     |       | University of North Carolina        |
| 16 | A    | Tiffeny Milbrett    | 23 ottobre 1972 (26 anni)  |       | University of Portland              |
| 17 | A    | Danielle Fotopoulos | 24 marzo 1976 (23 anni)    |       | University of Florida               |
| 18 | P    | Saskia Webber       | 13 giugno 1973 (26 anni)   |       | Rutgers University                  |
| 19 | P    | Tracy Ducar         | 18 giugno 1973 (26 anni)   |       | University of North Carolina        |
| 20 | D    | Kate Sobrero        | 23 agosto 1976 (22 anni)   |       | University of Notre Dame            |

## Gruppo B

### Brasile
Selezionatrice:  Wilson De Oliveira Rica
| N. | Pos. | Giocatore   | Data nascita (età)          | Pres. | Squadra |
| -- | ---- | ----------- | --------------------------- | ----- | ------- |
| 1  | P    | Maravilha   | 10 aprile 1973 (26 anni)    |       |         |
| 2  | D    | Nenê        | 31 marzo 1976 (23 anni)     |       |         |
| 3  | D    | Elane       | 4 giugno 1968 (31 anni)     |       |         |
| 4  | D    | Tânia Maria | 3 ottobre 1974 (24 anni)    |       |         |
| 5  | C    | Cidinha     | 6 ottobre 1976 (22 anni)    |       |         |
| 6  | D    | Juliana     | 3 ottobre 1981 (17 anni)    |       |         |
| 7  | A    | Maycon      | 30 aprile 1977 (22 anni)    |       |         |
| 8  | C    | Formiga     | 3 marzo 1978 (21 anni)      |       |         |
| 9  | A    | Kátia       | 18 febbraio 1977 (22 anni)  |       |         |
| 10 | C    | Sissi       | 2 giugno 1967 (32 anni)     |       |         |
| 11 | D    | Suzana      | 12 ottobre 1973 (25 anni)   |       |         |
| 12 | P    | Andréia     | 14 settembre 1977 (21 anni) |       |         |
| 13 | D    | Fanta       | 14 settembre 1966 (32 anni) |       |         |
| 14 | A    | Grazielle   | 28 marzo 1981 (18 anni)     |       |         |
| 15 | C    | Raquel      | 10 maggio 1978 (21 anni)    |       |         |
| 16 | D    | Marisa      | 10 agosto 1966 (32 anni)    |       |         |
| 17 | A    | Pretinha    | 19 maggio 1975 (24 anni)    |       |         |
| 18 | C    | Priscila    | 10 marzo 1982 (17 anni)     |       |         |
| 19 | C    | Valeria     | 9 marzo 1968 (31 anni)      |       |         |
| 20 | C    | Deva        | 16 aprile 1981 (18 anni)    |       |         |

### Germania
Selezionatrice:  Tina Theune-Meyer
| N. | Pos. | Giocatore              | Data nascita (età)          | Pres. | Squadra                   |
| -- | ---- | ---------------------- | --------------------------- | ----- | ------------------------- |
| 1  | P    | Silke Rottenberg       | 25 gennaio 1971 (28 anni)   | 5     | TSV Siegen                |
| 2  | D    | Kerstin Stegemann      | 29 settembre 1977 (21 anni) | 42    | 2001 Duisburg             |
| 3  | D    | Ariane Hingst          | 25 luglio 1979 (19 anni)    | 46    | Turbine Potsdam           |
| 4  | D    | Steffi Jones           | 22 dicembre 1972 (26 anni)  | 38    | Sportclub 07 Bad Neuenahr |
| 5  | D    | Doris Fitschen         | 25 ottobre 1968 (30 anni)   | 38    | 1. FFC Francoforte        |
| 6  | C    | Melanie Hoffmann       | 29 settembre 1974 (24 anni) | 14    | 2001 Duisburg             |
| 7  | C    | Martina Voss           | 22 dicembre 1967 (31 anni)  | 28    | 2001 Duisburg             |
| 8  | C    | Sandra Smisek          | 3 luglio 1977 (21 anni)     | 18    | 2001 Duisburg             |
| 9  | A    | Birgit Prinz           | 25 ottobre 1977 (21 anni)   | 43    | 1. FFC Francoforte        |
| 10 | C    | Bettina Wiegmann       | 7 ottobre 1971 (27 anni)    | 44    | TSV Siegen                |
| 11 | C    | Maren Meinert          | 5 febbraio 1973 (26 anni)   | 40    | 2001 Duisburg             |
| 12 | A    | Claudia Müller         | 21 maggio 1974 (25 anni)    | 45    | 1. FFC Francoforte        |
| 13 | D    | Sandra Minnert         | 7 aprile 1973 (26 anni)     | 42    | FSV Francoforte           |
| 14 | D    | Tina Wunderlich        | 10 ottobre 1977 (21 anni)   | 40    | 1. FFC Francoforte        |
| 15 | P    | Nadine Angerer         | 10 novembre 1978 (20 anni)  | 25    | FC Wacker München         |
| 16 | C    | Renate Lingor          | 11 ottobre 1975 (23 anni)   | 14    | 1. FFC Francoforte        |
| 17 | D    | Pia Wunderlich         | 26 gennaio 1975 (24 anni)   | 28    | 1. FFC Francoforte        |
| 18 | A    | Inka Grings            | 31 ottobre 1978 (20 anni)   | 17    | 2001 Duisburg             |
| 19 | D    | Nicole Brandebusemeyer | 9 ottobre 1974 (24 anni)    | 46    | Grün-Weiß Brauweiler      |
| 20 | A    | Monika Meyer           | 23 giugno 1972 (26 anni)    | 17    | 1. FFC Francoforte        |

### Italia
Selezionatore:  Carlo Facchin
| N. | Pos. | Giocatore           | Data nascita (età)         | Pres. | Squadra           |
| -- | ---- | ------------------- | -------------------------- | ----- | ----------------- |
| 1  | P    | Giorgia Brenzan     | 21 agosto 1967 (31 anni)   |       | ACF Milan         |
| 2  | D    | Damiana Deiana      | 26 giugno 1970 (28 anni)   |       | Torres Fo.S.      |
| 3  | D    | Paola Zanni         | 12 giugno 1977 (22 anni)   |       | ACF Milan         |
| 4  | D    | Luisa Marchio       | 6 febbraio 1971 (28 anni)  |       | Torino            |
| 5  | D    | Daniela Tavalazzi   | 8 agosto 1972 (26 anni)    |       | Torres Fo.S.      |
| 6  | D    | Elisa Miniati       | 6 gennaio 1974 (25 anni)   |       | Autolelli Picenum |
| 7  | A    | Rita Guarino        | 31 gennaio 1971 (28 anni)  |       | Torres Fo.S.      |
| 8  | C    | Manuela Tesse       | 28 febbraio 1976 (23 anni) |       | Ruco Line Lazio   |
| 9  | A    | Patrizia Panico     | 8 febbraio 1975 (24 anni)  |       | Ruco Line Lazio   |
| 10 | C    | Antonella Carta     | 1º marzo 1967 (32 anni)    |       | Autolelli Picenum |
| 11 | A    | Patrizia Sberti     | 6 luglio 1969 (29 anni)    |       | Agliana           |
| 12 | P    | Fabiana Comin       | 20 marzo 1970 (29 anni)    |       | Bardolino         |
| 13 | D    | Anna Duò            | 8 agosto 1972 (26 anni)    |       | Bardolino         |
| 14 | C    | Federica D'Astolfo  | 27 ottobre 1966 (32 anni)  |       | Pisa              |
| 15 | D    | Adele Frollani      | 4 agosto 1974 (24 anni)    |       | Ruco Line Lazio   |
| 16 | C    | Tatiana Zorri       | 19 ottobre 1977 (21 anni)  |       | Ruco Line Lazio   |
| 17 | A    | Silvia Tagliacarne  | 8 agosto 1975 (23 anni)    |       | ACF Milan         |
| 18 | C    | Silvia Fiorini      | 24 dicembre 1969 (29 anni) |       | Agliana           |
| 19 | C    | Alessandra Pallotti | 7 settembre 1974 (24 anni) |       | Agliana           |
| 20 | D    | Roberta Stefanelli  | 18 maggio 1974 (25 anni)   |       | Bardolino         |

### Messico
Selezionatrice:  Leonardo Cuéllar
| N. | Pos. | Giocatore         | Data nascita (età)          | Pres. | Squadra |
| -- | ---- | ----------------- | --------------------------- | ----- | ------- |
| 1  | P    | Linnea Quinones   | 17 luglio 1980 (18 anni)    |       |         |
| 2  | D    | Susana Mora       | 26 gennaio 1979 (20 anni)   |       |         |
| 3  | D    | Martha Moore      | 14 aprile 1981 (18 anni)    |       |         |
| 4  | D    | Gina Oceguera     | 9 aprile 1977 (22 anni)     |       |         |
| 5  | C    | Patricia Perez    | 17 dicembre 1978 (20 anni)  |       |         |
| 6  | C    | Fatima Leyva      | 14 febbraio 1980 (19 anni)  |       |         |
| 7  | C    | Monica Vergara    | 2 maggio 1983 (16 anni)     |       |         |
| 8  | C    | Andrea Rodebaugh  | 8 ottobre 1966 (32 anni)    |       |         |
| 9  | A    | Lisa Nanez        | 10 marzo 1977 (22 anni)     |       |         |
| 10 | A    | Maribel Dominguez | 18 novembre 1978 (20 anni)  |       |         |
| 11 | A    | Monica Gerardo    | 10 novembre 1976 (22 anni)  |       |         |
| 12 | P    | Yvette Valdez     | 16 ottobre 1973 (25 anni)   |       |         |
| 13 | A    | Mónica González   | 10 ottobre 1978 (20 anni)   |       |         |
| 14 | A    | Iris Mora         | 22 settembre 1981 (17 anni) |       |         |
| 15 | C    | Laurie Hill       | 11 febbraio 1970 (29 anni)  |       |         |
| 16 | A    | Nancy Pinzon      | 6 giugno 1974 (25 anni)     |       |         |
| 17 | C    | Kendyl Michner    | 3 maggio 1978 (21 anni)     |       |         |
| 18 | A    | Tanima Rubalcaba  | 24 dicembre 1980 (18 anni)  |       |         |
| 19 | D    | Barbara Almaraz   | 4 maggio 1979 (20 anni)     |       |         |
| 20 | C    | Denise Ireta      | 4 gennaio 1980 (19 anni)    |       |         |

## Gruppo C

### Canada
Selezionatrice:  Neil Turnbull
| N. | Pos. | Giocatore        | Data nascita (età)          | Pres. | Squadra |
| -- | ---- | ---------------- | --------------------------- | ----- | ------- |
| 1  | P    | Nicci Wright     | 12 agosto 1972 (26 anni)    |       |         |
| 2  | C    | Liz Smith        | 25 settembre 1975 (23 anni) |       |         |
| 3  | D    | Sharolta Nonen   | 30 dicembre 1977 (21 anni)  |       |         |
| 4  | C    | Tanya Franck     | 13 dicembre 1974 (24 anni)  |       |         |
| 5  | D    | Andrea Neil      | 26 ottobre 1971 (27 anni)   |       |         |
| 6  | C    | Geri Donnelly    | 30 novembre 1965 (33 anni)  |       |         |
| 7  | D    | Isabelle Morneau | 18 aprile 1976 (23 anni)    |       |         |
| 8  | A    | Sarah Maglio     | 17 marzo 1978 (21 anni)     |       |         |
| 9  | D    | Janine Helland   | 24 aprile 1970 (29 anni)    |       |         |
| 10 | A    | Charmaine Hooper | 15 gennaio 1968 (31 anni)   |       |         |
| 11 | A    | Shannon Rosenow  | 20 giugno 1972 (26 anni)    |       |         |
| 12 | A    | Isabelle Harvey  | 27 marzo 1975 (24 anni)     |       |         |
| 13 | C    | Amy Walsh        | 13 settembre 1977 (21 anni) |       |         |
| 14 | C    | Sarah Joly       | 16 febbraio 1977 (22 anni)  |       |         |
| 15 | D    | Suzanne Muir     | 6 luglio 1970 (28 anni)     |       |         |
| 16 | C    | Jeanette Haas    | 3 gennaio 1976 (23 anni)    |       |         |
| 17 | A    | Silvana Burtini  | 10 maggio 1969 (30 anni)    |       |         |
| 18 | C    | Mary Beth Bowie  | 27 ottobre 1978 (20 anni)   |       |         |
| 19 | P    | Melanie Haz      | 26 novembre 1975 (23 anni)  |       |         |
| 20 | P    | Karina LeBlanc   | 30 marzo 1980 (19 anni)     |       |         |

### Giappone
Selezionatrice:  Satoshi Miyauchi
| N. | Pos. | Giocatore       | Data nascita (età)          | Pres. | Squadra            |
| -- | ---- | --------------- | --------------------------- | ----- | ------------------ |
| 1  | P    | Shiho Onodera   | 18 novembre 1973 (25 anni)  |       |                    |
| 2  | D    | Rie Yamaki      | 2 ottobre 1975 (23 anni)    |       |                    |
| 3  | D    | Kaoru Nagadome  | 7 maggio 1973 (26 anni)     |       |                    |
| 4  | D    | Mai Nakachi     | 16 dicembre 1980 (18 anni)  |       |                    |
| 5  | C    | Tomoe Sakai     | 27 maggio 1978 (21 anni)    |       |                    |
| 6  | D    | Kae Nishina     | 7 dicembre 1972 (26 anni)   |       |                    |
| 7  | D    | Yumi Tōmei      | 1º giugno 1972 (27 anni)    |       | Prima Ham Kunoichi |
| 8  | C    | Ayumi Hara      | 21 febbraio 1979 (20 anni)  |       |                    |
| 9  | A    | Tamaki Uchiyama | 13 dicembre 1972 (26 anni)  |       |                    |
| 10 | C    | Homare Sawa     | 6 settembre 1978 (20 anni)  |       |                    |
| 11 | A    | Nami Otake      | 30 luglio 1974 (24 anni)    |       |                    |
| 12 | D    | Hiromi Isozaki  | 22 dicembre 1975 (23 anni)  |       |                    |
| 13 | C    | Miyuki Yanagita | 11 aprile 1981 (18 anni)    |       |                    |
| 14 | C    | Tomomi Miyamoto | 31 dicembre 1978 (20 anni)  |       |                    |
| 15 | A    | Mito Isaka      | 25 gennaio 1976 (23 anni)   |       |                    |
| 16 | C    | Yayoi Kobayashi | 18 settembre 1981 (17 anni) |       |                    |
| 17 | A    | Mayumi Omatsu   | 12 luglio 1970 (28 anni)    |       |                    |
| 18 | P    | Nozomi Yamago   | 16 gennaio 1975 (24 anni)   |       |                    |
| 19 | A    | Kozue Andō      | 9 luglio 1982 (16 anni)     |       |                    |
| 20 | P    | Naoko Nishigai  | 22 gennaio 1969 (30 anni)   |       |                    |

### Norvegia
Selezionatrice:  Per-Mathias Høgmo
| N. | Pos. | Giocatore            | Data nascita (età)          | Pres. | Squadra           |
| -- | ---- | -------------------- | --------------------------- | ----- | ----------------- |
| 1  | P    | Bente Nordby         | 23 luglio 1974 (24 anni)    |       | Athene Moss       |
| 2  | D    | Brit Sandaune        | 5 giugno 1972 (27 anni)     |       | Trondheims-Ørn    |
| 3  | D    | Gøril Kringen        | 28 gennaio 1972 (27 anni)   |       | Trondheims-Ørn    |
| 4  | C    | Silje Jørgensen      | 5 maggio 1977 (22 anni)     |       | Klepp             |
| 5  | D    | Henriette Viker      | 5 agosto 1973 (25 anni)     |       | Asker             |
| 6  | C    | Hege Riise           | 18 luglio 1969 (29 anni)    |       | Setskog/Høland FK |
| 7  | C    | Tone Gunn Frustøl    | 21 giugno 1975 (23 anni)    |       | Asker             |
| 8  | C    | Monica Knudsen       | 25 marzo 1975 (24 anni)     |       | Asker             |
| 9  | C    | Ann Kristin Aarønes  | 19 gennaio 1973 (26 anni)   |       | Trondheims-Ørn    |
| 10 | D    | Linda Medalen        | 17 giugno 1965 (34 anni)    |       | Asker             |
| 11 | C    | Marianne Pettersen   | 12 aprile 1975 (24 anni)    |       | Asker             |
| 12 | P    | Astrid Johannessen   | 10 gennaio 1978 (21 anni)   |       | Asker             |
| 13 | C    | Ragnhild Gulbrandsen | 22 febbraio 1977 (22 anni)  |       | Trondheims-Ørn    |
| 14 | D    | Anne Nymark Andersen | 28 settembre 1972 (26 anni) |       | Bjørnar IL        |
| 15 | C    | Dagny Mellgren       | 19 giugno 1978 (21 anni)    |       | Bjørnar IL        |
| 16 | C    | Solveig Gulbrandsen  | 12 gennaio 1981 (18 anni)   |       | Kolbotn IL        |
| 17 | C    | Anita Rapp           | 24 luglio 1977 (21 anni)    |       | Asker             |
| 18 | D    | Anne Tønnessen       | 18 marzo 1974 (25 anni)     |       | Kolbotn IL        |
| 19 | C    | Linda Ørmen          | 22 marzo 1977 (22 anni)     |       | Athene Moss       |
| 20 | C    | Unni Lehn            | 7 giugno 1977 (22 anni)     |       | Trondheims-Ørn    |

### Russia
Selezionatrice:  Jurij Bystrickij
| N. | Pos. | Giocatore              | Data nascita (età)          | Pres. | Squadra |
| -- | ---- | ---------------------- | --------------------------- | ----- | ------- |
| 1  | P    | Svetlana Pet'ko        | 6 giugno 1970 (29 anni)     |       |         |
| 2  | D    | Julija Juškevic        | 14 settembre 1980 (18 anni) |       |         |
| 3  | D    | Marina Burakova        | 8 maggio 1966 (33 anni)     |       |         |
| 4  | D    | Natal'ja Karasëva      | 30 aprile 1977 (22 anni)    |       |         |
| 5  | D    | Tat'jana Čeverda       | 29 agosto 1974 (24 anni)    |       |         |
| 6  | D    | Galina Komarova        | 12 agosto 1977 (21 anni)    |       |         |
| 7  | C    | Tat'jana Egorova       | 10 marzo 1970 (29 anni)     |       |         |
| 8  | C    | Irina Grigor'eva       | 21 febbraio 1972 (27 anni)  |       |         |
| 9  | C    | Aleksandra Svetlickaja | 20 agosto 1971 (27 anni)    |       |         |
| 10 | A    | Natal'ja Barbašina     | 26 agosto 1973 (25 anni)    |       |         |
| 11 | A    | Ol'ga Letjušova        | 29 dicembre 1975 (23 anni)  |       |         |
| 12 | P    | Alla Volkova           | 12 aprile 1968 (31 anni)    |       |         |
| 13 | C    | Elena Fomina           | 5 aprile 1979 (20 anni)     |       |         |
| 14 | C    | Ol'ga Karasëva         | 6 ottobre 1975 (23 anni)    |       |         |
| 15 | A    | Larisa Savina          | 25 novembre 1970 (28 anni)  |       |         |
| 16 | D    | Natal'ja Filippova     | 7 febbraio 1975 (24 anni)   |       |         |
| 17 | C    | Elena Lisačëva         | 25 novembre 1973 (25 anni)  |       |         |
| 18 | C    | Tat'jana Skotnikova    | 27 novembre 1978 (20 anni)  |       |         |
| 19 | D    | Tat'jana Zajceva       | 27 agosto 1978 (20 anni)    |       |         |
| 20 | P    | Larisa Kapitonova      | 4 maggio 1970 (29 anni)     |       |         |

## Gruppo D

### Australia
Selezionatrice:  Greg Brown
| N. | Pos. | Giocatore              | Data nascita (età)          | Pres. | Squadra |
| -- | ---- | ---------------------- | --------------------------- | ----- | ------- |
| 1  | P    | Belinda Kitching       | 15 luglio 1977 (21 anni)    |       |         |
| 2  | D    | Amy Taylor             | 11 giugno 1979 (20 anni)    |       |         |
| 3  | D    | Bridgette Starr        | 10 dicembre 1975 (23 anni)  |       |         |
| 4  | D    | Sarah Cooper           | 8 ottobre 1969 (29 anni)    |       |         |
| 5  | D    | Traci Bartlett         | 17 maggio 1972 (27 anni)    |       |         |
| 6  | D    | Anissa Tann            | 10 ottobre 1967 (31 anni)   |       |         |
| 7  | C    | Lisa Casagrande        | 29 maggio 1978 (21 anni)    |       |         |
| 8  | A    | Cheryl Salisbury       | 8 marzo 1974 (25 anni)      |       |         |
| 9  | A    | Julie Murray           | 28 aprile 1970 (29 anni)    |       |         |
| 10 | C    | Angela Iannotta        | 22 marzo 1971 (28 anni)     |       |         |
| 11 | C    | Sharon Black           | 4 aprile 1971 (28 anni)     |       |         |
| 12 | D    | Kristyn Swaffer        | 13 dicembre 1975 (23 anni)  |       |         |
| 13 | A    | Alicia Ferguson        | 31 ottobre 1981 (17 anni)   |       |         |
| 14 | C    | Joanne Peters          | 11 marzo 1980 (19 anni)     |       |         |
| 15 | C    | Peita-Claire Hepperlin | 24 dicembre 1981 (17 anni)  |       |         |
| 16 | C    | Amy Wilson             | 9 giugno 1980 (19 anni)     |       |         |
| 17 | C    | Kelly Golebiowski      | 26 luglio 1981 (17 anni)    |       |         |
| 18 | C    | Alison Forman          | 17 marzo 1969 (30 anni)     |       |         |
| 19 | D    | Dianne Alagich         | 12 maggio 1979 (20 anni)    |       |         |
| 20 | P    | Tracey Wheeler         | 26 settembre 1967 (31 anni) |       |         |

### Cina
Selezionatrice:  Ma Yuanan
| N. | Pos. | Giocatore    | Data nascita (età)         | Pres. | Squadra |
| -- | ---- | ------------ | -------------------------- | ----- | ------- |
| 1  | P    | Han Wenxia   | 23 agosto 1976 (22 anni)   |       |         |
| 2  | C    | Wang Liping  | 12 novembre 1973 (25 anni) |       |         |
| 3  | D    | Fan Yunjie   | 29 aprile 1972 (27 anni)   |       |         |
| 4  | D    | Man Yanling  | 9 novembre 1972 (26 anni)  |       |         |
| 5  | D    | Xie Huilin   | 17 gennaio 1975 (24 anni)  |       |         |
| 6  | C    | Zhao Lihong  | 25 dicembre 1972 (26 anni) |       |         |
| 7  | A    | Zhang Ouying | 2 novembre 1975 (23 anni)  |       |         |
| 8  | A    | Jin Yan      | 27 luglio 1972 (26 anni)   |       |         |
| 9  | A    | Sun Wen      | 6 aprile 1973 (26 anni)    |       |         |
| 10 | C    | Liu Ailing   | 2 maggio 1967 (32 anni)    |       |         |
| 11 | C    | Pu Wei       | 20 agosto 1980 (18 anni)   |       |         |
| 12 | D    | Wen Lirong   | 2 ottobre 1969 (29 anni)   |       |         |
| 13 | C    | Liu Ying     | 11 giugno 1974 (25 anni)   |       |         |
| 14 | D    | Bai Jie      | 28 marzo 1972 (27 anni)    |       |         |
| 15 | C    | Qiu Haiyan   | 17 giugno 1974 (25 anni)   |       |         |
| 16 | A    | Fan Chunling | 2 febbraio 1972 (27 anni)  |       |         |
| 17 | C    | Zhu Jing     | 2 marzo 1978 (21 anni)     |       |         |
| 18 | P    | Gao Hong     | 27 novembre 1967 (31 anni) |       |         |
| 19 | D    | Gao Hongxia  | 7 dicembre 1973 (25 anni)  |       |         |
| 20 | D    | Wang Jingxia | 11 novembre 1976 (22 anni) |       |         |

### Ghana
Selezionatrice:  Emmanuel K. Afranie
| N. | Pos. | Giocatore            | Data nascita (età)         | Pres. | Squadra         |
| -- | ---- | -------------------- | -------------------------- | ----- | --------------- |
| 1  | P    | Memunatu Sulemana    | 4 novembre 1977 (21 anni)  |       | Mawuena Ladies  |
| 2  | D    | Patience Sackey      | 25 aprile 1975 (24 anni)   |       | Postal Ladies   |
| 3  | D    | Rita Yeboah          | 25 maggio 1976 (23 anni)   |       | Bluna Ladies    |
| 4  | D    | Regina Ansah         | 23 agosto 1974 (24 anni)   |       | Bluna Ladies    |
| 5  | D    | Elizabeth Baidu      | 28 aprile 1978 (21 anni)   |       | Bluna Ladies    |
| 6  | C    | Juliana Kakraba      | 29 dicembre 1979 (19 anni) |       | Ghatel Ladies   |
| 7  | A    | Mavis Dgajmah        | 21 dicembre 1973 (25 anni) |       | La Ladies       |
| 8  | D    | Barikisu Tettey-Quao | 28 agosto 1980 (18 anni)   |       | La Ladies       |
| 9  | A    | Alberta Sackey       | 6 novembre 1972 (26 anni)  |       | Ghatel Ladies   |
| 10 | A    | Vivian Mensah        | 13 giugno 1972 (27 anni)   |       | La Ladies       |
| 11 | A    | Adjoa Bayor          | 17 maggio 1979 (20 anni)   |       | Ghatel Ladies   |
| 12 | D    | Kulu Yahaya          | 23 maggio 1976 (23 anni)   |       | Ashiaman Ladies |
| 13 | D    | Lydia Ankrah         | 1º dicembre 1973 (25 anni) |       | Postal Ladies   |
| 14 | D    | Mercy Tagoe          | 5 febbraio 1974 (25 anni)  |       | Bluna Ladies    |
| 15 | A    | Nana Gyamfuah        | 4 agosto 1978 (20 anni)    |       | Postal Ladies   |
| 16 | A    | Gladys Enti          | 21 aprile 1975 (24 anni)   |       | Ghatel Ladies   |
| 17 | A    | Sheila Okai          | 14 febbraio 1979 (20 anni) |       | Ghatel Ladies   |
| 18 | P    | Priscilla Mensah     | 19 aprile 1974 (25 anni)   |       | La Ladies       |
| 19 | C    | Stella Quartey       | 28 dicembre 1973 (25 anni) |       | Ghatel Ladies   |
| 20 | C    | Genevive Clottey     | 29 aprile 1969 (30 anni)   |       | Ghatel Ladies   |

### Svezia
Selezionatrice:  Marika Domanski-Lyfors
| N. | Pos. | Giocatore         | Data nascita (età)         | Pres. | Squadra |
| -- | ---- | ----------------- | -------------------------- | ----- | ------- |
| 1  | P    | Ulrika Karlsson   | 14 ottobre 1970 (28 anni)  |       |         |
| 2  | D    | Karolina Westberg | 16 maggio 1978 (21 anni)   |       |         |
| 3  | D    | Jane Törnqvist    | 9 maggio 1975 (24 anni)    |       |         |
| 4  | D    | Åsa Lönnqvist     | 14 aprile 1970 (29 anni)   |       |         |
| 5  | C    | Kristin Bengtsson | 12 gennaio 1970 (29 anni)  |       |         |
| 6  | C    | Malin Moström     | 1º agosto 1975 (23 anni)   |       |         |
| 7  | D    | Cecilia Sandell   | 10 giugno 1968 (31 anni)   |       |         |
| 8  | A    | Malin Gustafsson  | 24 gennaio 1980 (19 anni)  |       |         |
| 9  | C    | Malin Andersson   | 4 maggio 1973 (26 anni)    |       |         |
| 10 | C    | Hanna Ljungberg   | 8 gennaio 1979 (20 anni)   |       |         |
| 11 | A    | Victoria Svensson | 18 maggio 1977 (22 anni)   |       |         |
| 12 | P    | Ulla-Karin Thelin | 19 febbraio 1977 (22 anni) |       |         |
| 13 | D    | Hanna Marklund    | 26 novembre 1977 (21 anni) |       |         |
| 14 | D    | Jessika Sundh     | 9 luglio 1974 (24 anni)    |       |         |
| 15 | C    | Linda Gren        | 12 novembre 1974 (24 anni) |       |         |
| 16 | A    | Salina Olsson     | 29 agosto 1978 (20 anni)   |       |         |
| 17 | C    | Linda Fagerstrm   | 17 marzo 1977 (22 anni)    |       |         |
| 18 | C    | Therese Lundin    | 3 marzo 1979 (20 anni)     |       |         |
| 19 | C    | Minna Heponiemi   | 10 agosto 1977 (21 anni)   |       |         |
| 20 | C    | Tina Nordlund     | 19 marzo 1977 (22 anni)    |       |         |